# 우리가 사랑했던 모든 것
《우리가 사랑했던 모든 것》(All That We Loved)는 대한민국의 티빙 오리지널 드라마이다.

## 기획 의도
신장 이식 수술 후 서로를 닮아가는 열여덟 절친 고유와 고준희가 전학생 한소연에게 동시에 반하며 벌어지는 세포기억 하이틴 로맨스

## 스트리밍 일정
| 스트리밍 | 기간                              | 업로드 본방송 시간   | 비고 |
| -------- | --------------------------------- | -------------------- | ---- |
| TVING    | 2023년 5월 5일 ~ 2023년 6월(예정) | 매주 금요일 오후 4시 |      |

## 출연진
- 오세훈 : 고유 역
- 조준영 : 고준희 역
- 장여빈 : 한소연 역
- 백민현
- 송재림 : 고 박사 역 (특별출연)
- 정유진 : 어른 소연 역 (특별출연)

## 에피소드 목록
| 화차 | 스트리밍 방송일 | 부제 (서브타이틀)       | 비고 |
| ---- | --------------- | ----------------------- | ---- |
| 1화  | 2023년 5월 5일  | First Love              |      |
| 2화  | 2023년 5월 5일  | 우리를 미치게 하는 것들 |      |
| 3화  | 5월 12일        |                         |      |
| 4화  | 5월 12일        |                         |      |
| 5화  | 5월 19일        |                         |      |
| 6화  | 5월 19일        |                         |      |
| 7화  | 5월 26일        |                         |      |
| 8화  | 5월 26일        |                         |      |

## 제작진
- 제작사: 스튜디오 HIM
- 연출: 김진성
- 극본: 강윤